# Wijnegem
Wijnegem è un comune belga di 8 890 abitanti nelle Fiandre (Provincia di Anversa).